# Nana Miyagi
Nana Miyagi (jap. 宮城ナナ Miyagi Nana; ur. 10 kwietnia 1971 w Seattle) – japońska tenisistka, zwyciężczyni dziesięciu turniejów zawodowych w grze podwójnej, reprezentantka w Pucharze Federacji.
Jest córką Amerykanina, wojskowego służącego m.in. na japońskiej Okinawie oraz Japonki; do 13. roku życia wychowywała się w USA. Karierę zawodową rozpoczęła w 1988, trenując pod kierunkiem ojca. Znana głównie jako deblistka, miała również pewne osiągnięcia singlowe; była w finale turnieju w Surabaya (1996) oraz półfinałach w Tajpej (1992) i dwukrotnie Tokio (Nichirei, 1994; Japan Open, 1995). W lutym 1997 osiągnęła na liście rankingowej gry pojedynczej pozycję nr 51. W 26 startach w grze pojedynczej w turniejach wielkoszlemowych (po raz pierwszy w Australian Open 1990, ostatni Australian Open 1999) nigdy nie awansowała do III rundy. Wśród czołowych zawodniczek, które udało się jej pokonać, były m.in. Szwajcarka Martina Hingis, Amerykanka Lindsay Davenport, Niemka Sabine Hack.
Więcej sukcesów odniosła jako deblistka. W maju 1997 była notowana na pozycji nr 12 w rankingu światowym gry podwójnej; była dwukrotnie w ćwierćfinałach wielkoszlemowego Australian Open (1997, 2000), wygrała 10 turniejów cyklu WTA Tour oraz 31 turniejów niższej rangi (rozgrywanych pod auspicjami Międzynarodowej Federacji Tenisowej ITF). Największe sukcesy osiągnęła w parze z Japonką Naoko Kijimutą, kończąc sezon 1997 jako dziewiąta para deblowa na świecie (wygrały razem trzy turnieje).
Niewysoka zawodniczka (1,63 m), praworęczna, prezentuje rzadko spotykany sposób gry - oburącz uderza zarówno bekhend, jak i forhend. Reprezentowała Japonię w Pucharze Federacji w latach 1989 japońska2000, występując jako singlistka i deblistka; bilans jej występów to 10 pojedynków wygranych i 6 przegranych. Jej deblowymi partnerkami w meczach pucharowych były m.in. Ai Sugiyama, Naoko Kijimuta, Mana Endō. Reprezentowała także kraj na igrzyskach olimpijskich w Sydney 2000.
Wygrane turnieje:
- 1990 Schenectady (z Alysią May)
- 1991 Pattaya (z Suzanną Wibowo)
- 1993 Sapporo, Tajpej (oba z Yayuk Basuki)
- 1997 Gold Coast, Hobart (z Naoko Kijimutą), Oklahoma City (z Riką Hiraki)
- 1998 Tokio (Japan Open, z Kijimutą), Aucland (z Tamarine Tanasugarn)
- 2002 Tokio (Japan Open, ze Shinobu Asagoe)